# Бакінгем Тауншип (округ Бакс, Пенсільванія)
Бакінгем Тауншип (англ. Buckingham Township) — селище (англ. township) в США, в окрузі Бакс штату Пенсільванія. Населення — 20 851 особа (2020).

### Клімат
| Клімат : Бакінгем Тауншип | Клімат : Бакінгем Тауншип | Клімат : Бакінгем Тауншип | Клімат : Бакінгем Тауншип | Клімат : Бакінгем Тауншип | Клімат : Бакінгем Тауншип | Клімат : Бакінгем Тауншип | Клімат : Бакінгем Тауншип | Клімат : Бакінгем Тауншип | Клімат : Бакінгем Тауншип | Клімат : Бакінгем Тауншип | Клімат : Бакінгем Тауншип | Клімат : Бакінгем Тауншип | Клімат : Бакінгем Тауншип |
| Показник                  | Січ.                      | Лют.                      | Бер.                      | Квіт.                     | Трав.                     | Черв.                     | Лип.                      | Серп.                     | Вер.                      | Жовт.                     | Лист.                     | Груд.                     | Рік                       |
| Абсолютний максимум, °C   | 21,5                      | 25,3                      | 30,6                      | 34,3                      | 34,8                      | 35,2                      | 39,2                      | 37,3                      | 36,3                      | 31,8                      | 26,8                      | 23,8                      | 39,2                      |
| Середній максимум, °C     | 3,9                       | 5,8                       | 10,5                      | 17,2                      | 22,7                      | 27,6                      | 29,9                      | 28,9                      | 25,1                      | 18,8                      | 12,7                      | 6,3                       | 17,5                      |
| Середня температура, °C   | −0,8                      | 0,7                       | 4,9                       | 10,9                      | 16,2                      | 21,4                      | 23,9                      | 23,1                      | 19,0                      | 12,6                      | 7,2                       | 1,7                       | 11,8                      |
| Середній мінімум, °C      | −5,7                      | −4,4                      | −0,7                      | 4,6                       | 9,8                       | 15,2                      | 17,9                      | 17,1                      | 12,9                      | 6,3                       | 1,7                       | −3                        | 6,0                       |
| Абсолютний мінімум, °C    | −24,7                     | −20,3                     | −16,8                     | −8,6                      | 0,6                       | 4,7                       | 8,3                       | 5,3                       | 1,1                       | −4,6                      | −11,7                     | −19,1                     | −24,7                     |
| Норма опадів, мм          | 84                        | 68                        | 98                        | 101                       | 110                       | 111                       | 129                       | 103                       | 113                       | 106                       | 93                        | 101                       | 1217                      |
| Вологість повітря, %      | 66.6                      | 63.1                      | 58.8                      | 57.8                      | 62.3                      | 67.2                      | 67.2                      | 69.7                      | 70.9                      | 69.7                      | 68.6                      | 68.6                      | 65.9                      |
| ------------------------- | ------------------------- | ------------------------- | ------------------------- | ------------------------- | ------------------------- | ------------------------- | ------------------------- | ------------------------- | ------------------------- | ------------------------- | ------------------------- | ------------------------- | ------------------------- |
| Джерело: PRISM            |                           |                           |                           |                           |                           |                           |                           |                           |                           |                           |                           |                           |                           |

## Демографія
Згідно з переписом 2010 року, у селищі мешкало 20 075 осіб у 6983 домогосподарствах у складі 5581 родини. Було 7433 помешкання
Расовий склад населення:
| - 93,8 % — білих - 3,4 % — азіатів - 1,1 % — чорних або афроамериканців - 0,1 % — корінних американців |

До двох чи більше рас належало 1,2 %. Частка іспаномовних становила 2,4 % від усіх жителів.
За віковим діапазоном населення розподілялося таким чином: 28,6 % — особи молодші 18 років, 57,1 % — особи у віці 18—64 років, 14,3 % — особи у віці 65 років та старші. Медіана віку мешканця становила 43,2 року. На 100 осіб жіночої статі у селищі припадало 96,3 чоловіків;  на 100 жінок у віці від 18 років та старших — 94,4 чоловіків також старших 18 років.
Середній дохід на одне домашнє господарство  становив 163 074 долари США (медіана — 122 225), а середній дохід на одну сім'ю — 181 236 доларів (медіана — 143 900). Медіана доходів становила 110 714 долари для чоловіків та 71 994 долари для жінок. За межею бідності перебувало 4,9 % осіб, у тому числі 4,7 % дітей у віці до 18 років та 3,8 % осіб у віці 65 років та старших.
Цивільне працевлаштоване населення становило 9674 особи. Основні галузі зайнятості: освіта, охорона здоров'я та соціальна допомога — 21,1 %, науковці, спеціалісти, менеджери — 18,2 %, виробництво — 14,2 %, фінанси, страхування та нерухомість — 10,5 %.